# One Liberty Plaza
Il One Liberty Plaza, noto anche come U.S. Steel Building, è un grattacielo inaugurato a Manhattan nel 1973 sul luogo dove sorgeva il Singer Building.